# Only Teardrops
«Only Teardrops» (укр. Тільки краплини сліз) — пісня данської співачки Еммелі де Форест, з якою вона представляла Данію на пісенному конкурсі Євробачення 2013. Пісня була виконана 18 травня у фіналі, де, з результатом у 281 бал, посіла перше місце.